# キム・ジャオク
キム・ジャオク（김자옥、1951年10月11日 - 2014年11月16日）は、大韓民国の女優。ソウル特別市出身。漢陽大学校演劇映画科卒業。韓国人の中では最も母親役として親しまれる女優の一人である。日本でも「屋根部屋のネコ」「がんばれ!クムスン」「私の名前はキム・サムスン」などで知られている。なお、「がんばれ!クムスン」にて親子役で共演した「イ・ミンギ」主演ドラマ「いいかげんな興信所」(KBS, 2007)の第1話にゲスト出演している。身長:156cm 血液型:O型。

## 出演

### テレビドラマ
- 王道（1991年、KBS）
- 王朝の暁 〜趙光祖伝〜（1996年、KBS）
- 幸せは我々の胸に（1997年、SBS）
- 大王の道（1998年、MBC）
- トマト（1999年、SBS）
- ワンルンの大地（2000年、SBS）
- 商道（2001年-2002年、MBC）
- 愛があるから（2001年-2002年、KBS）
- あの青い草原の上で（2003年、KBS）
- 屋根部屋のネコ（2003年、MBC）
- ぷー太郎脱出！（2003年、SBS）
- 百万本のバラ（2003年-2004年、KBS）
- がんばれ!クムスン（2005年、MBC）
- 不良主夫（2005年、SBS）
- 私の名前はキム・サムスン（2005年、MBC）
- 透明人間チェ・ジャンス（2006年、KBS）
- 姉さん（2006年-2007年、MBC）
- いいかげんな興信所（2007年、KBS）
- カクテキ（2007年、MBC） - チェ・ジスク 役
- コーヒープリンス1号店（2007年、MBC） - ハンギョルの養母 役
- 空くらい地くらい（2007年、KBS） - アン・ヘギョン 役
- シングルパパは熱愛中（2008年、KBS） - チョン・ウンジ 役
- ワーキングママ（2008年、SBS） - キム・ボクシル 役
- 彼らが生きる世界（2008年、KBS） - パク・スジン 役
- アクシデント・カップル（2009年、KBS） - ヤン・ピルスン 役
- 明日に向かってハイキック（2009年-2010年、MBC） - キム・ジャオク 役
- 母さんもきれいだ（2010年、KBS） - イ・スンジン 役
- 烏鵲橋の兄弟たち（2011年、KBS） - パク・ポクチャ 役
- 負けたくない！（2011年、MBC） - ホン・クムジ 役
- おいしい人生（2012年、SBS）
- 3度結婚する女（2013年-2014年、SBS） - ソン女史 役

### その他
- 国民投票に参加しましょう（大韓ニュース、1975）

## ディスコグラフィ
- 1集 - 王女は孤独 (1996年)